# Bruno Guimarães
Bruno Guimarães Rodrigues Moura (Río de Janeiro, 16 de noviembre de 1997) es un futbolista brasileño que juega como centrocampista en el Newcastle United F. C. de la Premier League de Inglaterra.

## Trayectoria

### Primeros años
Nacido en el barrio de São Cristóvão, Río de Janeiro, Bruno Guimarães terminó su formación con el Audax. El 9 de abril de 2015, con solo 17 años, hizo su debut profesional con este último al jugar los últimos tres minutos en una victoria a domicilio del Campeonato Paulista por 2-1 contra el Bragantino.
Ascendió al primer equipo en la campaña 2017, tras impresionar en la Copa São Paulo de Futebol Júnior del año 2017.

### Athletico Paranaense
El 11 de mayo de 2017 fichó cedido por el Athletico Paranaense hasta abril de 2018, y fue asignado inicialmente al equipo sub-23.
Bruno Guimarães hizo su debut en el Série A el 17 de junio de 2017, entrando como suplente en la segunda parte por Deivid en una derrota fuera de casa por 1-0 del Atlético Goianiense. El 1 de marzo de 2018, fue comprado por completo y firmó un contrato hasta 2021.
Bruno Guimarães anotó su primer gol sénior el 10 de marzo de 2018, anotando el cuarto de su equipo en una victoria en casa por 7-1 contra el Rio Branco-PR, para el Campeonato Paranaense del año. Luego se convirtió en titular indiscutible del equipo principal bajo el nuevo entrenador Tiago Nunes, y renovó su contrato hasta 2023 el 5 de febrero de 2019.

### Olympique de Lyon
El 30 de enero de 2020 firmó con el Olympique de Lyon de la Ligue 1 por cuatro años y medio. El Olympique de Lyon pagó al Athletico Paranaense 20 millones de euros, quien también aseguró una cláusula de venta del 20%.

### Newcastle United
El 30 de enero de 2022 fue traspasado al Newcastle United de la Premier League por cuatro años y medio.
El 16 de marzo de 2025 fue uno de los integrantes en la victoria 1-2 al Liverpool F. C. en la final de la Copa de la Liga que sirvió para alzar el trofeo y ganar el primer título en 70 años de la historia de la entidad.

## Selección nacional
El 17 de noviembre de 2020 debutó con la selección absoluta de Brasil en un partido de clasificación para el Mundial de 2022 ante Uruguay que ganaron por 0-2. Se clasificaron para la fase final del torneo y fue convocado para disputarla.

### Participaciones en Copas del Mundo
| Mundial      | Sede  | Resultado        | Partidos | Goles |
| ------------ | ----- | ---------------- | -------- | ----- |
| Mundial 2022 | Catar | Cuartos de final | 2        | 0     |

### Participaciones en Copas América
| Torneo            | Sede           | Resultado        | Partidos | Goles |
| ----------------- | -------------- | ---------------- | -------- | ----- |
| Copa América 2024 | Estados Unidos | Cuartos de final | 4        | 0     |

## Estadísticas

### Clubes
Actualizado al último partido disputado el 25 de mayo de 2025.
| Audax São Paulo · Brasil | Reg.          | 2015          | —   | —  | 1  | 0 | —  | — | —  | — | 1   | 0  |
| Audax São Paulo · Brasil | 4.ª           | 2016          | 0   | 0  | 0  | 0 | —  | — | —  | — | 0   | 0  |
| Audax São Paulo · Brasil | Reg.          | 2017          | —   | —  | 7  | 0 | 1  | 0 | —  | — | 8   | 0  |
| Audax São Paulo · Brasil | Total club    | Total club    | 0   | 0  | 8  | 0 | 1  | 0 | 0  | 0 | 9   | 0  |
| Athletico Paranaense · Brasil | 1.ª           | 2017          | 4   | 0  | —  | — | —  | — | 1  | 0 | 5   | 0  |
| Athletico Paranaense · Brasil | 1.ª           | 2018          | 32  | 1  | 12 | 2 | 3  | 0 | 11 | 2 | 58  | 5  |
| Athletico Paranaense · Brasil | 1.ª           | 2019          | 25  | 2  | 8  | 2 | 8  | 1 | 10 | 2 | 51  | 7  |
| Athletico Paranaense · Brasil | Total club    | Total club    | 61  | 3  | 20 | 4 | 11 | 1 | 22 | 4 | 114 | 12 |
| Olympique de Lyon Francia | 1.ª           | 2019-20       | 3   | 0  | —  | — | 2  | 0 | 4  | 0 | 9   | 0  |
| Olympique de Lyon Francia | 1.ª           | 2020-21       | 33  | 3  | —  | — | 4  | 0 | —  | — | 37  | 3  |
| Olympique de Lyon Francia | 1.ª           | 2021-22       | 20  | 0  | —  | — | 0  | 0 | 5  | 0 | 25  | 0  |
| Olympique de Lyon Francia | Total club    | Total club    | 56  | 3  | 0  | 0 | 6  | 0 | 9  | 0 | 71  | 3  |
| Newcastle United F. C. Inglaterra | 1.ª           | 2021-22       | 17  | 5  | —  | — | —  | — | —  | — | 17  | 5  |
| Newcastle United F. C. Inglaterra | 1.ª           | 2022-23       | 32  | 4  | —  | — | 8  | 1 | —  | — | 40  | 5  |
| Newcastle United F. C. Inglaterra | 1.ª           | 2023-24       | 37  | 7  | —  | — | 7  | 0 | 6  | 0 | 50  | 7  |
| Newcastle United F. C. Inglaterra | 1.ª           | 2024-25       | 38  | 5  | —  | — | 9  | 0 | —  | — | 47  | 5  |
| Newcastle United F. C. Inglaterra | Total club    | Total club    | 124 | 21 | 0  | 0 | 24 | 1 | 6  | 0 | 154 | 22 |
| Total carrera | Total carrera | Total carrera | 241 | 27 | 28 | 4 | 42 | 2 | 37 | 4 | 348 | 37 |
| (1) Incluye datos de la Copa de Brasil, la Copa de Francia, la Copa de la Liga de Francia, la Copa de la Liga de Inglaterra y la FA Cup. (2) Incluye datos de la Copa Sudamericana, la Copa Libertadores, la Recopa Sudamericana, la Levain Cup, la Liga de Campeones de la UEFA y la Liga Europa de la UEFA. |               |               |     |    |    |   |    |   |    |   |     |    |

## Palmarés

### Títulos regionales
| Título                | Club                 | Estado | Año  |
| --------------------- | -------------------- | ------ | ---- |
| Campeonato Paranaense | Athletico Paranaense | Paraná | 2018 |

### Títulos nacionales
| Título          | Club                 | País       | Año  |
| --------------- | -------------------- | ---------- | ---- |
| Copa de Brasil  | Athletico Paranaense | Brasil     | 2019 |
| Copa de la Liga | Newcastle United     | Inglaterra | 2025 |

### Títulos internacionales
| Título                     | Club (*)             | Sede      | Año  |
| -------------------------- | -------------------- | --------- | ---- |
| Copa Sudamericana          | Athletico Paranaense | Curitiba  | 2018 |
| Copa J.League-Sudamericana | Athletico Paranaense | Hiratsuka | 2019 |
| Torneo Olímpico de Fútbol  | Brasil sub-23        | Tokio     | 2020 |

(*) Incluyendo la selección.

### Distinciones individuales
| Distinción                                                      | Año  |
| --------------------------------------------------------------- | ---- |
| Parte de los 100 mejores jugadores del mundo según The Guardian | 2022 |